# Gertrude de Babenberg (duchesse de Bohême)
Gertrude, née vers 1120 et morte le 4 août 1150, est une princesse de la maison de Babenberg, fille du margrave Léopold III d'Autriche, et de son épouse Agnès de Franconie. Elle fut la première épouse Vladislav II de Bohême et duchesse de Bohême de 1140 jusqu'à sa mort.

## Biographie
Gertrude est une fille cadette de Léopold III  dit « le Pieux » (1073-1136), margrave d'Autriche depuis 1095, et de sa seconde épouse Agnès (1072-1143), elle-même fille de l'empereur Henri IV et veuve du duc Frédéric Ier de Souabe. Le mariage de son père a contribué à l'avancement de la maison de Babenberg : le frère aîné de Gertrude, Henri II, fut comte palatin du Rhin puis duc de Bavière ; en 1156, il est nommé le premier duc (Herzog) d'Autriche. En septembre 1138, le second fils Léopold IV épousa Marie de Bohême, fille du duc Sobeslav Ier, une cousine du futur mari de Getrude.
En 1140, elle épouse Vladislav II, proclamé duc de Bohême durant la même année. Ce mariage a été principalement motivé par la promotion continue de relations de bon voisinage entre l'Autriche et la Bohême Par sa mère Agnès, Gertrude est la demi-sœur de Conrad III de Hohenstaufen, élu roi des Romains en 1138, ce qui est un avantage pour Vladislav II. Lors du siège de Prague par un groupe d'aristocrats de Moravie conduit par Conrad II de Znojmo en 1142, elle défend avec succès le château ducal avec l'aide de son beau-frère Děpold Ier pendant que Vladislav est parti en voyage à Wurtzbourg pour réclamer l'assistance du roi Conrad III.
Elle participe aux fondations religieuses de son époux Vladislav qui est favorable à l'établissement des ordres nouveaux en Bohême. Ils interviennent ainsi ensemble en 1144 lors de la création du couvent de Doksany dans la région de Litoměřice destiné à des chanoines prémontrés. Elle meurt le 4 août 1150 âgée d'une trentaine d'années à Prague.

## Descendance
Gertrude a quatre enfants avec Vladislav : 
- Frédéric Ier (v.1142-1189); duc de Bohême, épousa Élisabeth, fille du roi Géza II de Hongrie ;
- Svatopluk (?-1169), qui épousa Odola, une autre fille de Géza II de Hongrie ;
- Agnès (morte le 7 juin 1228), abbesse de Saint-Georges de Prague ;
- Adalbert (1145-1200), archevêque de Salzbourg.

## Source
- (en) Cet article est partiellement ou en totalité issu de l’article de Wikipédia en anglais intitulé « Gertrude of Babenberg, Duchess of Bohemia » (voir la liste des auteurs).